# Гімн Малайзії
Гімн Мала́йзії має офіційну назву «Негараку» («Моя країна») за першою фразою. Музика запозичена з гімну штату Перак, який нині там не виконується. У свою чергу перакський гімн було створено на основі пісні «Теранг Булан» («Світлий місяць»), написаної султаном Абдуллахом, який був висланий в 1880т-і роки англійцями на Сейшельські острови.
Пісня перетворилася на гімн Пераку в 1888 р. і вперше була виконана як гімн під час візиту султана Пераку Ідріса I до Лондона. В Акті про Гімн 1968 р. за вияв неповаги до гімну передбачено серйозне покарання. У 1992 р. повільний темп гімну було замінено на маршовий без зміни тексту. З приходом прем'єр-міністра Абдулли Бадаві повернено колишній, більш повільний темп гімну.

## Слова
| Малайська мова | Український переклад |
| --- | --- |
| Negaraku, Tanah tumpahnya darahku, Rakyat hidup, bersatu dan maju 𝄆 Rahmat bahagia tuhan kurniakan Raja kita selamat bertakhta 𝄇 | Моя країна, Кров моєї рідній землі Люди живуть єдністю й прогресом 𝄆 Дай, Боже, благословення і щастя, Король наш, правитель. 𝄇 |